# تالمدج (اوهایو)
تالمدج(به انگلیسی: Tallmadge) شهری در ایالت اوهایو کشور ایالات متحده آمریکا است که جمعیت آن در سرشماری سال ۲۰۱۰ میلادی، ۱۷٬۵۳۷ نفر بوده‌است.

## نگارخانه

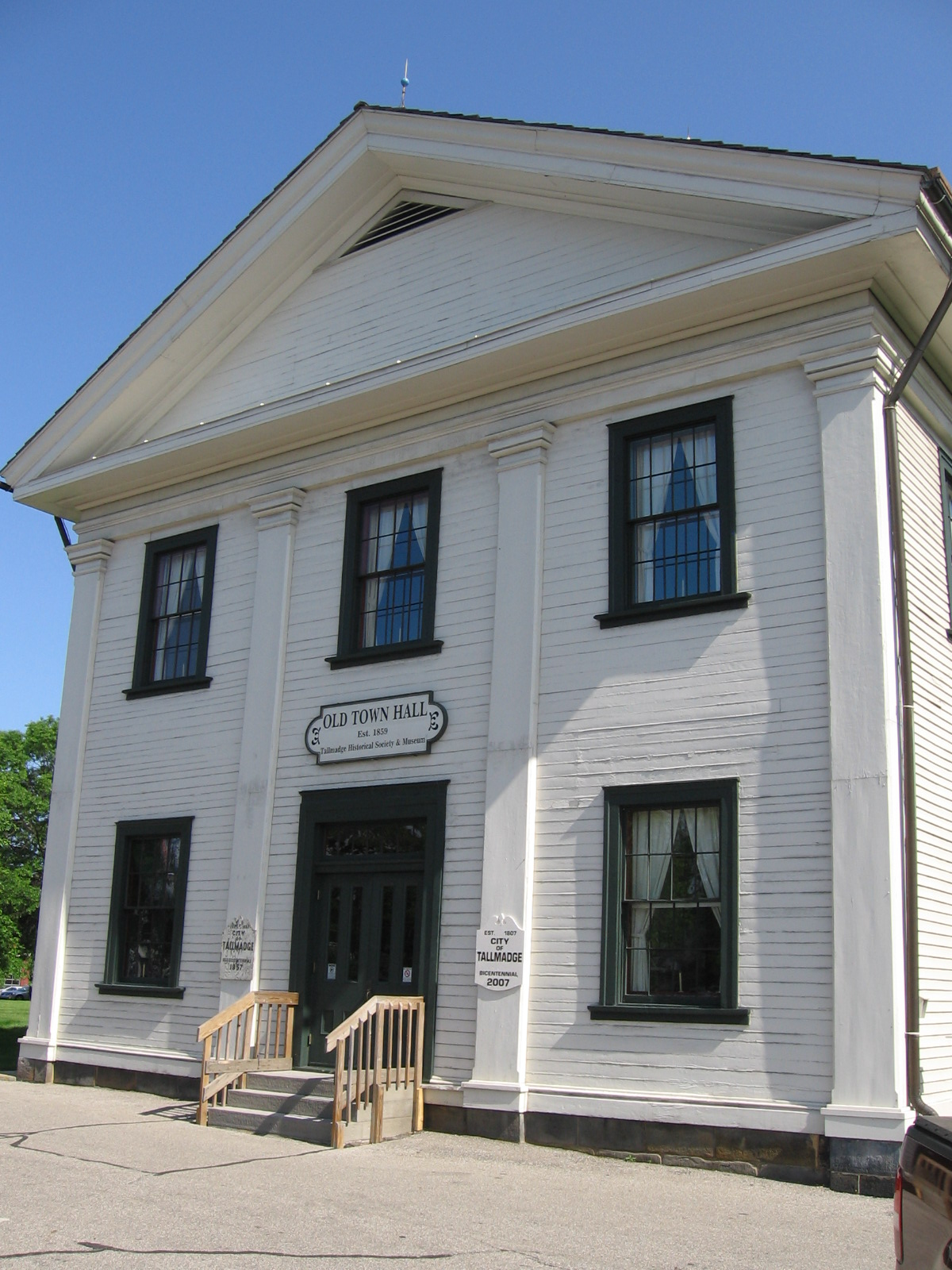
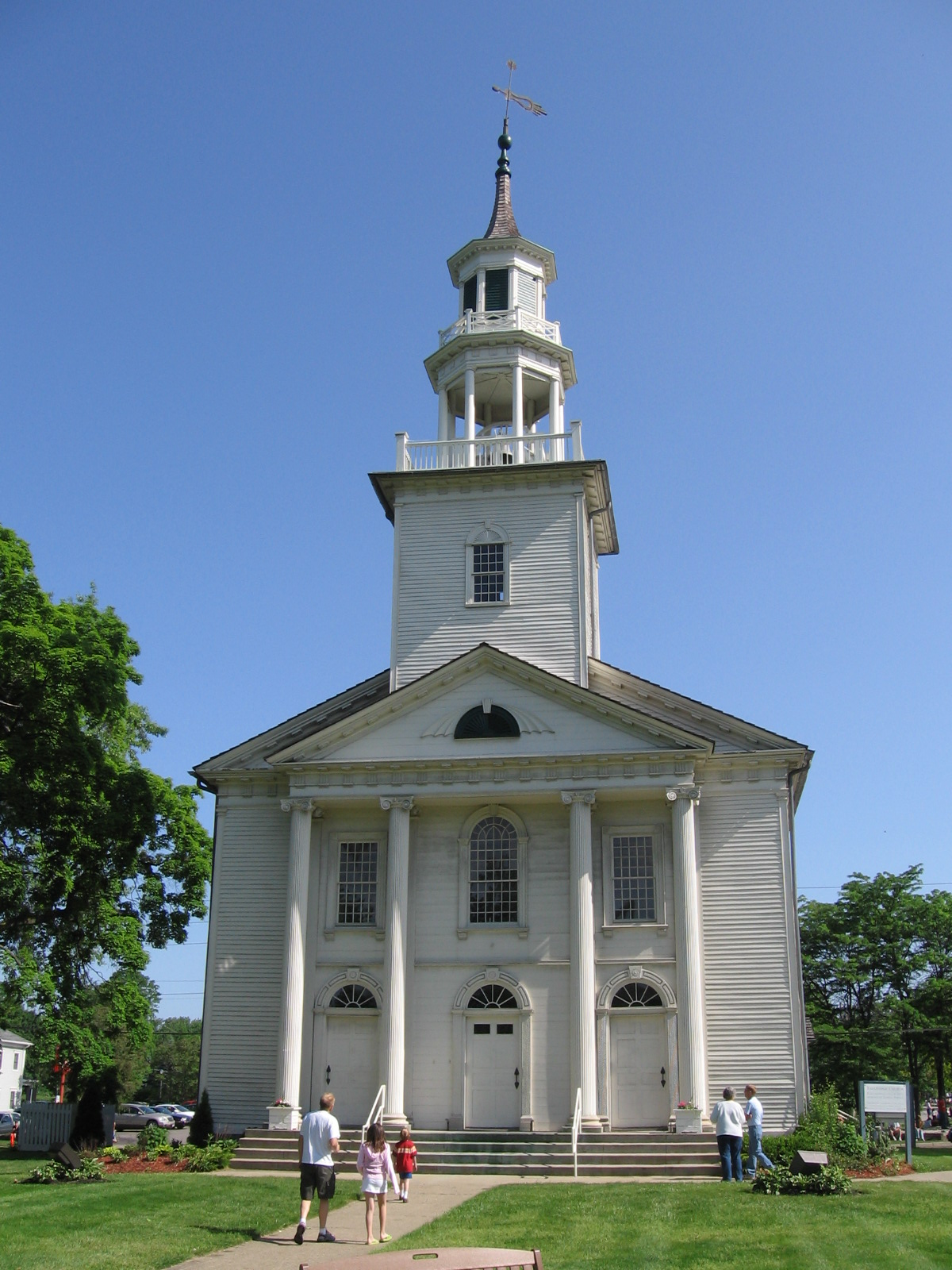
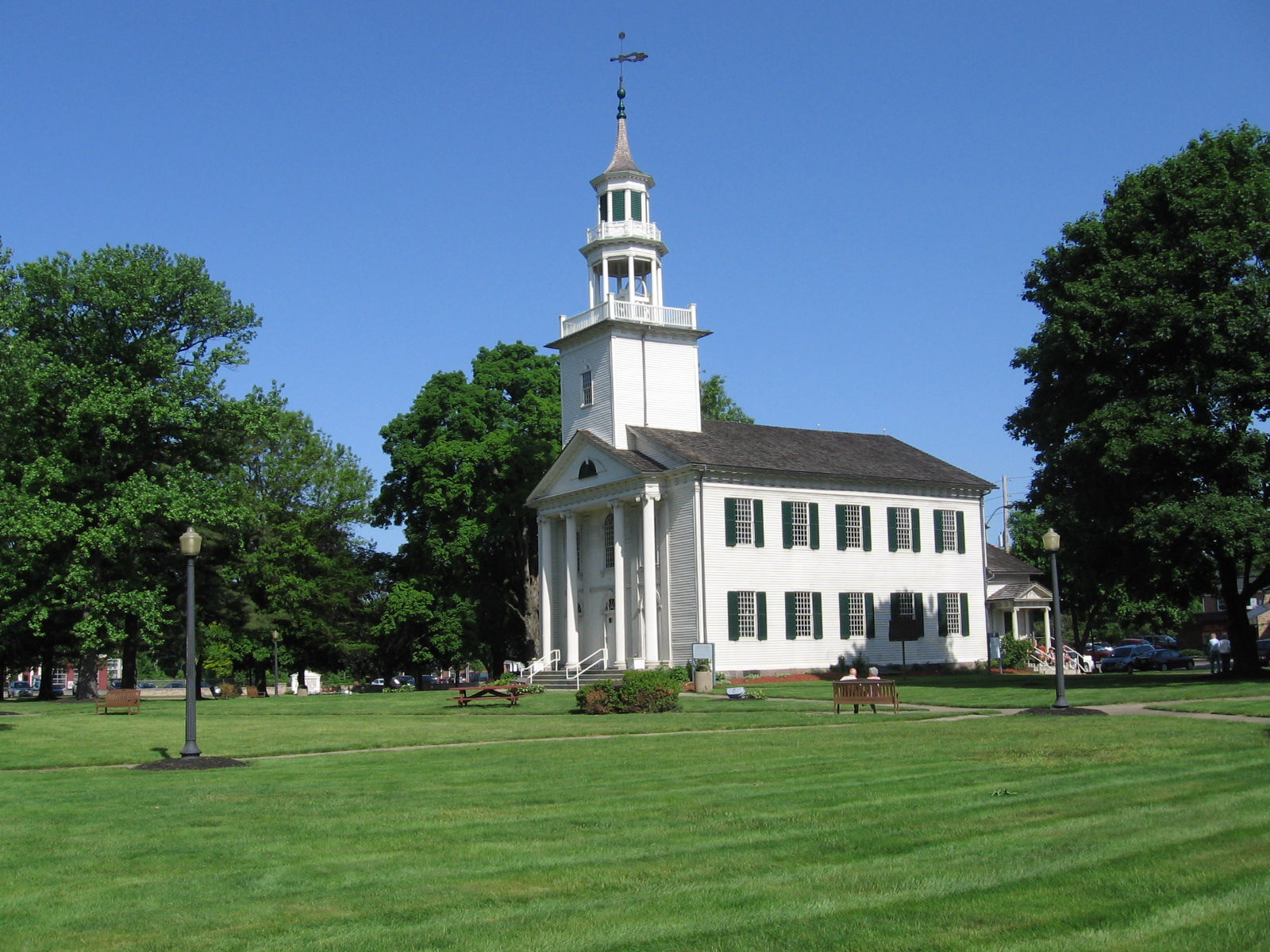